# Sognepræst
Fastansatte præster, residerende- og kaldskapellaner, var ikke før 1981 sognepræsten underordnede, modsat personelle kapellaner og hjælpepræster. Og netop derfor kom de nu alle til føre titlen af sognepræster. At en af sognepræsterne fører kirkebogen, er en oplysning som er sognet, men ikke fx. bedemanden, uvedkommende. Faste præster er ligestillede.
Før 1981 var en sognepræst i den danske folkekirke den øverste og dermed ansvarlige præst i et sogn. Hvis et sogn havde flere præster, blev de øvrige kaldt kapellaner eller andenpræster. Efter 1. maj 1981 har samtlige præster, som er ansat i Folkekirken fået titel af sognepræst.
Der er dog fortsat en forskel, idet den stilling, der før 1981 blev betegnet som sognepræst, nu har fået betegnelsen kirkebogsførende sognepræst og begravelsesmyndighed. Betegnelsen ses ofte forkortet som "Sognepræst (kbf)".